# Élections cantonales de 2004 dans le Tarn
Les élections cantonales ont eu lieu les 21 et 28 mars 2004.
Lors de ces élections, 23 des 46 cantons du Tarn ont été renouvelés. Elles ont vu la reconduction de la majorité socialiste dirigée par Thierry Carcenac, président du conseil général depuis 1991.

## Résultats à l’échelle du département
Répartition départementale des résultats (2e tour).
- PCF (5,75 %)
- PS (27,89 %)
- PRG (5,44 %)
- DVG (15,17 %)
- UMP (12,27 %)
- UDF (1,49 %)
- DVD (30,45 %)
- FN (1,54 %)

| Étiquette      | Étiquette                          | Premier tour | Premier tour | Second tour | Second tour | Sièges |
| Étiquette      | Étiquette                          | Voix         | %            | Voix        | %           | Sièges |
| -------------- | ---------------------------------- | ------------ | ------------ | ----------- | ----------- | ------ |
|                | Parti socialiste                   | 18 184       | 21,53        | 18 411      | 27,89       | 8      |
|                | Divers gauche                      | 15 677       | 18,56        | 10 015      | 15,17       | 6      |
|                | Parti communiste français          | 6 693        | 7,92         | 3 798       | 5,75        | 1      |
|                | Les Verts                          | 2 728        | 3,23         |             |             |        |
|                | Parti radical de gauche            | 2 330        | 2,76         | 3 589       | 5,44        | 1      |
|                | Extrême gauche                     | 749          | 0,89         |             |             |        |
| Gauche         | Gauche                             | 46 361       | 54,89        | 35 813      | 54,25       | 16     |
|                |                                    |              |              |             |             |        |
|                | Divers droite                      | 16 525       | 19,56        | 20 104      | 30,45       | 5      |
|                | Union pour un mouvement populaire  | 9 798        | 11,60        | 8 098       | 12,27       | 1      |
|                | Front national                     | 9 381        | 11,10        | 1 018       | 1,54        | 0      |
|                | Union pour la démocratie française | 2 153        | 2,55         | 982         | 1,49        | 1      |
| Droite         | Droite                             | 37 857       | 44,81        | 30 202      | 45,75       | 7      |
|                |                                    |              |              |             |             |        |
|                | Régionalistes                      | 259          | 0,31         |             |             |        |
|                |                                    |              |              |             |             |        |
| Inscrits       | Inscrits                           | 122 376      | 100,00       | 95 261      | 100,00      |        |
| Abstention     | Abstention                         | 33 415       | 27,31        | 24 742      | 25,97       |        |
| Votants        | Votants                            | 88 961       | 72,69        | 70 519      | 74,03       |        |
| Blancs et nuls | Blancs et nuls                     | 4 484        | 5,04         | 4 504       | 6,39        |        |
| Exprimés       | Exprimés                           | 84 477       | 94,96        | 66 015      | 93,61       |        |

## Résultats par canton

### Canton d'Alban
| Candidats      | Candidats           | Étiquette      | Premier tour | Premier tour |
| Candidats      | Candidats           | Étiquette      | Voix         | %            |
| -------------- | ------------------- | -------------- | ------------ | ------------ |
|                | Jean-Louis Fournier | DVD            | 1 059        | 54,56        |
|                | Jacques Fabas       | DVG            | 763          | 39,31        |
|                | Patrick Canac       | FN             | 73           | 3,76         |
|                | Françoise Lescure   | PCF            | 46           | 2,37         |
|                |                     |                |              |              |
| Inscrits       | Inscrits            | Inscrits       | 2 408        | 100,00       |
| Abstention     | Abstention          | Abstention     | 406          | 16,86        |
| Votants        | Votants             | Votants        | 2 002        | 83,14        |
| Blancs et nuls | Blancs et nuls      | Blancs et nuls | 61           | 3,05         |
| Exprimés       | Exprimés            | Exprimés       | 1 941        | 96,95        |

### Canton d'Albi-Centre
| Candidats      | Candidats               | Étiquette      | Premier tour | Premier tour | Second tour | Second tour |
| Candidats      | Candidats               | Étiquette      | Voix         | %            | Voix        | %           |
| -------------- | ----------------------- | -------------- | ------------ | ------------ | ----------- | ----------- |
|                | Serge Garcia*           | PS             | 2 173        | 45,08        | 2 916       | 60,60       |
|                | Christine Devoisins     | DVD            | 1 482        | 30,75        | 1 896       | 39,40       |
|                | Christel Bouchet        | FN             | 472          | 9,79         |             |             |
|                | Marie-France de Truchis | Verts          | 395          | 8,20         |             |             |
|                | Josian Vayre            | PCF            | 298          | 6,18         |             |             |
|                |                         |                |              |              |             |             |
| Inscrits       | Inscrits                | Inscrits       | 7 281        | 100,00       | 7 280       | 100,00      |
| Abstention     | Abstention              | Abstention     | 2 239        | 30,75        | 2 165       | 29,74       |
| Votants        | Votants                 | Votants        | 5 042        | 69,25        | 5 115       | 70,26       |
| Blancs et nuls | Blancs et nuls          | Blancs et nuls | 222          | 4,40         | 303         | 5,92        |
| Exprimés       | Exprimés                | Exprimés       | 4 820        | 95,60        | 4 812       | 94,08       |

*sortant

### Canton d'Albi-Nord-Est
| Candidats      | Candidats             | Étiquette      | Premier tour | Premier tour |
| Candidats      | Candidats             | Étiquette      | Voix         | %            |
| -------------- | --------------------- | -------------- | ------------ | ------------ |
|                | Thierry Carcenac*     | PS             | 3 018        | 52,52        |
|                | Frédéric Esquevin     | UMP            | 988          | 17,19        |
|                | Frédéric Cabrolier    | FN             | 814          | 14,17        |
|                | Bernard Delmas        | PCF            | 506          | 8,81         |
|                | Pierre Courjault-Rade | Verts          | 420          | 7,31         |
|                |                       |                |              |              |
| Inscrits       | Inscrits              | Inscrits       | 8 818        | 100,00       |
| Abstention     | Abstention            | Abstention     | 2 740        | 31,07        |
| Votants        | Votants               | Votants        | 6 078        | 68,93        |
| Blancs et nuls | Blancs et nuls        | Blancs et nuls | 332          | 5,46         |
| Exprimés       | Exprimés              | Exprimés       | 5 746        | 94,54        |

*sortant

### Canton d'Albi-Nord-Ouest
| Candidats      | Candidats            | Étiquette      | Premier tour | Premier tour | Second tour | Second tour |
| Candidats      | Candidats            | Étiquette      | Voix         | %            | Voix        | %           |
| -------------- | -------------------- | -------------- | ------------ | ------------ | ----------- | ----------- |
|                | Roland Foissac*      | PCF            | 1 937        | 32,58        | 3 798       | 64,34       |
|                | Louis Barret         | UMP            | 1 256        | 21,12        | 2 105       | 35,66       |
|                | Bernard Chaynes      | DVG            | 1 229        | 20,67        | Retrait     | Retrait     |
|                | Jean-Pierre Vieux    | FN             | 735          | 12,36        |             |             |
|                | David Kowalczyk      | Verts          | 374          | 6,29         |             |             |
|                | Albert Bueno         | DVG            | 247          | 4,15         |             |             |
|                | Jean-Claude Espinosa | EXG            | 168          | 2,83         |             |             |
|                |                      |                |              |              |             |             |
| Inscrits       | Inscrits             | Inscrits       | 8 812        | 100,00       | 8 812       | 100,00      |
| Abstention     | Abstention           | Abstention     | 2 502        | 28,39        | 2 456       | 27,87       |
| Votants        | Votants              | Votants        | 6 310        | 71,61        | 6 356       | 72,13       |
| Blancs et nuls | Blancs et nuls       | Blancs et nuls | 364          | 5,77         | 453         | 7,13        |
| Exprimés       | Exprimés             | Exprimés       | 5 946        | 94,23        | 5 903       | 92,87       |

*sortant

### Canton d'Albi-Ouest
| Candidats      | Candidats         | Étiquette      | Premier tour | Premier tour | Second tour | Second tour |
| Candidats      | Candidats         | Étiquette      | Voix         | %            | Voix        | %           |
| -------------- | ----------------- | -------------- | ------------ | ------------ | ----------- | ----------- |
|                | Jacques Valax*    | PS             | 2 034        | 42,08        | 2 897       | 60,00       |
|                | Michel Franques   | UMP            | 1 418        | 29,33        | 1 931       | 40,00       |
|                | Gilbert Reverchon | FN             | 513          | 10,61        |             |             |
|                | Jean-Pierre Merlo | Verts          | 463          | 9,58         |             |             |
|                | Roger Payrastre   | PCF            | 239          | 4,94         |             |             |
|                | Rémy Calmettes    | EXG            | 167          | 3,45         |             |             |
|                |                   |                |              |              |             |             |
| Inscrits       | Inscrits          | Inscrits       | 7 240        | 100,00       | 7 205       | 100,00      |
| Abstention     | Abstention        | Abstention     | 2 134        | 29,48        | 1 991       | 27,63       |
| Votants        | Votants           | Votants        | 5 106        | 70,52        | 5 214       | 72,37       |
| Blancs et nuls | Blancs et nuls    | Blancs et nuls | 272          | 5,33         | 386         | 7,40        |
| Exprimés       | Exprimés          | Exprimés       | 4 834        | 94,67        | 4 828       | 92,60       |

*sortant

### Canton d'Albi-Sud
| Candidats      | Candidats                 | Étiquette      | Premier tour | Premier tour | Second tour | Second tour |
| Candidats      | Candidats                 | Étiquette      | Voix         | %            | Voix        | %           |
| -------------- | ------------------------- | -------------- | ------------ | ------------ | ----------- | ----------- |
|                | Michel Albarede*          | PRG            | 2 330        | 38,53        | 3 589       | 58,54       |
|                | Olivier Brault            | UMP            | 1 843        | 30,47        | 2 542       | 41,46       |
|                | Marie-Christine Boutonnet | FN             | 671          | 11,09        |             |             |
|                | Florence Guibaud          | Verts          | 586          | 9,69         |             |             |
|                | Marie-Claire Culie        | PCF            | 363          | 6,00         |             |             |
|                | Paulette Delpont          | EXG            | 255          | 4,22         |             |             |
|                |                           |                |              |              |             |             |
| Inscrits       | Inscrits                  | Inscrits       | 9 185        | 100,00       | 9 183       | 100,00      |
| Abstention     | Abstention                | Abstention     | 2 780        | 30,27        | 2 537       | 27,63       |
| Votants        | Votants                   | Votants        | 6 405        | 69,73        | 6 646       | 72,37       |
| Blancs et nuls | Blancs et nuls            | Blancs et nuls | 357          | 5,57         | 515         | 7,75        |
| Exprimés       | Exprimés                  | Exprimés       | 6 048        | 94,43        | 6 131       | 92,25       |

*sortant

### Canton d'Anglès
| Candidats      | Candidats          | Étiquette      | Premier tour | Premier tour | Second tour | Second tour |
| Candidats      | Candidats          | Étiquette      | Voix         | %            | Voix        | %           |
| -------------- | ------------------ | -------------- | ------------ | ------------ | ----------- | ----------- |
|                | Serge Cazals       | DVG            | 189          | 34,87        | 316         | 58,20       |
|                | Gérard Rouanet     | DVD            | 136          | 25,09        | 227         | 41,80       |
|                | Olivier Rougelot   | DVG            | 113          | 20,85        | Retrait     | Retrait     |
|                | Aime Mouret        | DVD            | 37           | 6,83         |             |             |
|                | Christian Lagasse  | DVD            | 34           | 6,27         |             |             |
|                | Jean-Louis Ducros  | DVD            | 17           | 3,14         |             |             |
|                | Christian Alliotte | FN             | 10           | 1,85         |             |             |
|                | Yvette Grenet      | PCF            | 6            | 1,11         |             |             |
|                |                    |                |              |              |             |             |
| Inscrits       | Inscrits           | Inscrits       | 690          | 100,00       | 690         | 100,00      |
| Abstention     | Abstention         | Abstention     | 136          | 19,71        | 104         | 15,07       |
| Votants        | Votants            | Votants        | 554          | 80,29        | 586         | 84,93       |
| Blancs et nuls | Blancs et nuls     | Blancs et nuls | 12           | 2,17         | 43          | 7,34        |
| Exprimés       | Exprimés           | Exprimés       | 542          | 97,83        | 543         | 92,66       |

### Canton de Castelnau-de-Montmiral
| Candidats      | Candidats          | Étiquette      | Premier tour | Premier tour |
| Candidats      | Candidats          | Étiquette      | Voix         | %            |
| -------------- | ------------------ | -------------- | ------------ | ------------ |
|                | Paul Salvador*     | UMP            | 1 047        | 50,85        |
|                | Thierry Camalet    | DVG            | 603          | 29,29        |
|                | Jannick Couzinier  | FN             | 212          | 10,30        |
|                | Danielle Rallières | PCF            | 123          | 5,97         |
|                | Nathalie Lutaud    | EXG            | 74           | 3,59         |
|                |                    |                |              |              |
| Inscrits       | Inscrits           | Inscrits       | 2 871        | 100,00       |
| Abstention     | Abstention         | Abstention     | 712          | 24,80        |
| Votants        | Votants            | Votants        | 2 159        | 75,20        |
| Blancs et nuls | Blancs et nuls     | Blancs et nuls | 100          | 4,63         |
| Exprimés       | Exprimés           | Exprimés       | 2 059        | 95,37        |

*sortant

### Canton de Cordes-sur-Ciel
| Candidats      | Candidats       | Étiquette      | Premier tour | Premier tour | Second tour | Second tour |
| Candidats      | Candidats       | Étiquette      | Voix         | %            | Voix        | %           |
| -------------- | --------------- | -------------- | ------------ | ------------ | ----------- | ----------- |
|                | Henri Narbonne  | DVD            | 879          | 38,42        | 1 109       | 47,35       |
|                | Patrick Lavagne | DVD            | 565          | 24,69        | 581         | 24,81       |
|                | Chantal Vaur    | DVG            | 485          | 21,20        | 652         | 27,84       |
|                | Guillaume Cros  | Verts          | 142          | 6,21         |             |             |
|                | Marc Espigat    | PCF            | 120          | 5,24         |             |             |
|                | Edouard Rincent | FN             | 97           | 4,24         |             |             |
|                |                 |                |              |              |             |             |
| Inscrits       | Inscrits        | Inscrits       | 3 034        | 100,00       | 3 034       | 100,00      |
| Abstention     | Abstention      | Abstention     | 663          | 21,85        | 624         | 20,57       |
| Votants        | Votants         | Votants        | 2 371        | 78,15        | 2 410       | 79,43       |
| Blancs et nuls | Blancs et nuls  | Blancs et nuls | 83           | 3,50         | 68          | 2,82        |
| Exprimés       | Exprimés        | Exprimés       | 2 288        | 96,50        | 2 342       | 97,18       |

### Canton de Cuq-Toulza
| Candidats      | Candidats      | Étiquette      | Premier tour | Premier tour |
| Candidats      | Candidats      | Étiquette      | Voix         | %            |
| -------------- | -------------- | -------------- | ------------ | ------------ |
|                | Bernard Viala* | UDF            | 731          | 53,87        |
|                | Claude Reilhes | PS             | 414          | 30,51        |
|                | Michel Bermond | FN             | 110          | 8,11         |
|                | Francis Delpas | PCF            | 102          | 7,52         |
|                |                |                |              |              |
| Inscrits       | Inscrits       | Inscrits       | 1 788        | 100,00       |
| Abstention     | Abstention     | Abstention     | 369          | 20,64        |
| Votants        | Votants        | Votants        | 1 419        | 79,36        |
| Blancs et nuls | Blancs et nuls | Blancs et nuls | 62           | 4,37         |
| Exprimés       | Exprimés       | Exprimés       | 1 357        | 95,63        |

*sortant

### Canton de Graulhet
| Candidats      | Candidats        | Étiquette      | Premier tour | Premier tour | Second tour | Second tour |
| Candidats      | Candidats        | Étiquette      | Voix         | %            | Voix        | %           |
| -------------- | ---------------- | -------------- | ------------ | ------------ | ----------- | ----------- |
|                | Claude Bousquet* | PS             | 2 980        | 40,11        | 4 371       | 57,32       |
|                | Jean Picarel     | DVD            | 1 985        | 26,72        | 3 255       | 42,68       |
|                | Pierre Vignau    | FN             | 1 009        | 13,58        |             |             |
|                | Michel Baby      | UDF            | 689          | 9,27         |             |             |
|                | Claude Nouvel    | PCF            | 505          | 6,80         |             |             |
|                | Jacques Ravari   | DVD            | 261          | 3,51         |             |             |
|                |                  |                |              |              |             |             |
| Inscrits       | Inscrits         | Inscrits       | 11 533       | 100,00       | 11 533      | 100,00      |
| Abstention     | Abstention       | Abstention     | 3 686        | 31,96        | 3 332       | 28,89       |
| Votants        | Votants          | Votants        | 7 847        | 68,04        | 8 201       | 71,11       |
| Blancs et nuls | Blancs et nuls   | Blancs et nuls | 418          | 5,33         | 575         | 7,01        |
| Exprimés       | Exprimés         | Exprimés       | 7 429        | 94,67        | 7 626       | 92,99       |

*sortant

### Canton de Labruguière
| Candidats      | Candidats           | Étiquette      | Premier tour | Premier tour | Second tour | Second tour |
| Candidats      | Candidats           | Étiquette      | Voix         | %            | Voix        | %           |
| -------------- | ------------------- | -------------- | ------------ | ------------ | ----------- | ----------- |
|                | Michel Benoît       | DVG            | 2 276        | 36,57        | 3 824       | 60,93       |
|                | Jean-Louis Deljarry | DVD            | 1 344        | 21,59        | 2 452       | 39,07       |
|                | Jean-Louis Cabanac  | DVD            | 1 179        | 18,94        | Retrait     | Retrait     |
|                | Florence Charlopin  | FN             | 713          | 11,46        |             |             |
|                | Claudie Auge        | PCF            | 364          | 5,85         |             |             |
|                | Brigitte Desveaux   | Verts          | 348          | 5,59         |             |             |
|                |                     |                |              |              |             |             |
| Inscrits       | Inscrits            | Inscrits       | 8 883        | 100,00       | 8 885       | 100,00      |
| Abstention     | Abstention          | Abstention     | 2 320        | 26,12        | 2 137       | 24,05       |
| Votants        | Votants             | Votants        | 6 563        | 73,88        | 6 748       | 75,95       |
| Blancs et nuls | Blancs et nuls      | Blancs et nuls | 339          | 5,17         | 472         | 6,99        |
| Exprimés       | Exprimés            | Exprimés       | 6 224        | 94,83        | 6 276       | 93,01       |

### Canton de Lautrec
| Candidats      | Candidats          | Étiquette      | Premier tour | Premier tour | Second tour | Second tour |
| Candidats      | Candidats          | Étiquette      | Voix         | %            | Voix        | %           |
| -------------- | ------------------ | -------------- | ------------ | ------------ | ----------- | ----------- |
|                | Christian Galzin   | DVD            | 1 104        | 40,68        | 1 501       | 55,33       |
|                | Laurent Gros       | DVD            | 770          | 28,37        | 1 212       | 44,67       |
|                | Jacques Bessettes  | PS             | 515          | 18,98        | Retrait     | Retrait     |
|                | Isabelle Chapal    | FN             | 207          | 7,63         |             |             |
|                | Jacques Carpentier | PCF            | 118          | 4,35         |             |             |
|                |                    |                |              |              |             |             |
| Inscrits       | Inscrits           | Inscrits       | 3 478        | 100,00       | 3 478       | 100,00      |
| Abstention     | Abstention         | Abstention     | 614          | 17,65        | 523         | 15,04       |
| Votants        | Votants            | Votants        | 2 864        | 82,35        | 2 955       | 84,96       |
| Blancs et nuls | Blancs et nuls     | Blancs et nuls | 150          | 5,24         | 242         | 8,19        |
| Exprimés       | Exprimés           | Exprimés       | 2 714        | 94,76        | 2 713       | 91,81       |

### Canton de Lisle-sur-Tarn
| Candidats      | Candidats              | Étiquette      | Premier tour | Premier tour | Second tour | Second tour |
| Candidats      | Candidats              | Étiquette      | Voix         | %            | Voix        | %           |
| -------------- | ---------------------- | -------------- | ------------ | ------------ | ----------- | ----------- |
|                | Jean Béteille*         | DVG            | 1 199        | 46,33        | 1 598       | 61,94       |
|                | Alain Combres          | UDF            | 733          | 28,32        | 982         | 38,06       |
|                | Daniel Luchilo         | FN             | 231          | 8,93         |             |             |
|                | Danielle Boulet Ratier | PCF            | 159          | 6,14         |             |             |
|                | Serge Viaule           | POC            | 110          | 4,25         |             |             |
|                | Daniel Meyer           | UMP            | 95           | 3,67         |             |             |
|                | Marcel Lubineau        | DVD            | 61           | 2,36         |             |             |
|                |                        |                |              |              |             |             |
| Inscrits       | Inscrits               | Inscrits       | 3 742        | 100,00       | 3 730       | 100,00      |
| Abstention     | Abstention             | Abstention     | 1 019        | 27,23        | 914         | 24,50       |
| Votants        | Votants                | Votants        | 2 723        | 72,77        | 2 816       | 75,50       |
| Blancs et nuls | Blancs et nuls         | Blancs et nuls | 135          | 4,96         | 236         | 8,38        |
| Exprimés       | Exprimés               | Exprimés       | 2 588        | 95,04        | 2 580       | 91,62       |

*sortant

### Canton de Mazamet-Nord-Est
| Candidats      | Candidats             | Étiquette      | Premier tour | Premier tour | Second tour | Second tour |
| Candidats      | Candidats             | Étiquette      | Voix         | %            | Voix        | %           |
| -------------- | --------------------- | -------------- | ------------ | ------------ | ----------- | ----------- |
|                | Jean-Louis Henry      | PS             | 2 073        | 30,01        | 2 136       | 50,64       |
|                | Laurent Bonneville    | DVD            | 1 605        | 23,23        | 3 444       | 49,36       |
|                | Christian Carayol     | DVG            | 1 198        | 17,34        | Retrait     | Retrait     |
|                | Jean-Francois Lacombe | FN             | 962          | 13,93        |             |             |
|                | Marc Rouanet          | UMP            | 787          | 11,39        |             |             |
|                | Marcelle Cros         | PCF            | 283          | 4,19         |             |             |
|                |                       |                |              |              |             |             |
| Inscrits       | Inscrits              | Inscrits       | 10 451       | 100,00       | 10 452      | 100,00      |
| Abstention     | Abstention            | Abstention     | 3 258        | 31,17        | 3 000       | 28,79       |
| Votants        | Votants               | Votants        | 7 193        | 68,83        | 7 452       | 71,39       |
| Blancs et nuls | Blancs et nuls        | Blancs et nuls | 285          | 3,96         | 475         | 6,37        |
| Exprimés       | Exprimés              | Exprimés       | 6 908        | 96,04        | 6 977       | 93,63       |

### Canton de Mazamet-Sud-Ouest
| Candidats      | Candidats        | Étiquette      | Premier tour | Premier tour | Second tour | Second tour |
| Candidats      | Candidats        | Étiquette      | Voix         | %            | Voix        | %           |
| -------------- | ---------------- | -------------- | ------------ | ------------ | ----------- | ----------- |
|                | Didier Houlès*   | PS             | 2 890        | 49,33        | 3 503       | 57,99       |
|                | Henri Del Rey    | UMP            | 1 328        | 22,67        | 1 520       | 25,16       |
|                | Ginette Vialette | FN             | 1 096        | 18,71        | 1 018       | 16,85       |
|                | Maurice Serres   | PCF            | 544          | 9,29         |             |             |
|                |                  |                |              |              |             |             |
| Inscrits       | Inscrits         | Inscrits       | 8 993        | 100,00       | 8 993       | 100,00      |
| Abstention     | Abstention       | Abstention     | 2 800        | 31,14        | 2 676       | 29,76       |
| Votants        | Votants          | Votants        | 6 193        | 68,86        | 6 317       | 70,24       |
| Blancs et nuls | Blancs et nuls   | Blancs et nuls | 335          | 5,41         | 276         | 4,37        |
| Exprimés       | Exprimés         | Exprimés       | 5 858        | 94,59        | 6 041       | 95,63       |

*sortant

### Canton de Montredon-Labessonnie
| Candidats      | Candidats        | Étiquette      | Premier tour | Premier tour | Second tour | Second tour |
| Candidats      | Candidats        | Étiquette      | Voix         | %            | Voix        | %           |
| -------------- | ---------------- | -------------- | ------------ | ------------ | ----------- | ----------- |
|                | Jacques Bourges  | DVD            | 769          | 44,58        | 970         | 52,98       |
|                | Sylvain Cals     | DVG            | 652          | 37,80        | 861         | 47,02       |
|                | Yvan Aussenac*   | UMP            | 210          | 12,17        |             |             |
|                | Nadine Pedron    | PCF            | 52           | 3,01         |             |             |
|                | Martine Bousquet | FN             | 42           | 2,43         |             |             |
|                |                  |                |              |              |             |             |
| Inscrits       | Inscrits         | Inscrits       | 2 135        | 100,00       | 2 135       | 100,00      |
| Abstention     | Abstention       | Abstention     | 347          | 16,25        | 254         | 11,90       |
| Votants        | Votants          | Votants        | 1 788        | 83,75        | 1 881       | 88,10       |
| Blancs et nuls | Blancs et nuls   | Blancs et nuls | 63           | 3,52         | 50          | 2,66        |
| Exprimés       | Exprimés         | Exprimés       | 1 725        | 96,48        | 1 831       | 97,34       |

*sortant

### Canton de Murat-sur-Vèbre
| Candidats      | Candidats        | Étiquette      | Premier tour | Premier tour |
| Candidats      | Candidats        | Étiquette      | Voix         | %            |
| -------------- | ---------------- | -------------- | ------------ | ------------ |
|                | Michel Vidal     | DVD            | 684          | 52,53        |
|                | Fernand Roques   | DVG            | 370          | 28,42        |
|                | Joël Bascoul     | DVG            | 192          | 14,75        |
|                | Nicole Le Grives | PCF            | 29           | 2,23         |
|                | Bernard Marmany  | FN             | 27           | 2,07         |
|                |                  |                |              |              |
| Inscrits       | Inscrits         | Inscrits       | 1 567        | 100,00       |
| Abstention     | Abstention       | Abstention     | 229          | 14,61        |
| Votants        | Votants          | Votants        | 1 338        | 85,39        |
| Blancs et nuls | Blancs et nuls   | Blancs et nuls | 36           | 2,69         |
| Exprimés       | Exprimés         | Exprimés       | 1 302        | 97,31        |

### Canton de Réalmont
| Candidats      | Candidats           | Étiquette      | Premier tour | Premier tour | Second tour | Second tour |
| Candidats      | Candidats           | Étiquette      | Voix         | %            | Voix        | %           |
| -------------- | ------------------- | -------------- | ------------ | ------------ | ----------- | ----------- |
|                | Jean Roger*         | DVG            | 2 397        | 48,34        | 2 764       | 54,78       |
|                | Maurice Bordarier   | DVD            | 1 717        | 34,62        | 2 282       | 45,22       |
|                | Alice Grosjean      | FN             | 448          | 9,03         |             |             |
|                | Julie Cazelles      | PCF            | 312          | 6,29         |             |             |
|                | Christian Demeautis | EXG            | 85           | 1,71         |             |             |
|                |                     |                |              |              |             |             |
| Inscrits       | Inscrits            | Inscrits       | 6 727        | 100,00       | 6 727       | 100,00      |
| Abstention     | Abstention          | Abstention     | 1 474        | 21,91        | 1 397       | 20,77       |
| Votants        | Votants             | Votants        | 5 253        | 78,09        | 5 330       | 79,23       |
| Blancs et nuls | Blancs et nuls      | Blancs et nuls | 294          | 5,60         | 284         | 5,33        |
| Exprimés       | Exprimés            | Exprimés       | 4 959        | 94,40        | 5 046       | 94,67       |

*sortant

### Canton de Roquecourbe
| Candidats      | Candidats          | Étiquette      | Premier tour | Premier tour |
| Candidats      | Candidats          | Étiquette      | Voix         | %            |
| -------------- | ------------------ | -------------- | ------------ | ------------ |
|                | Jean-Marie Fabre*  | DVG            | 2 639        | 76,89        |
|                | Frédéric Chevalier | FN             | 572          | 16,67        |
|                | Éric Jalade        | PCF            | 221          | 6,44         |
|                |                    |                |              |              |
| Inscrits       | Inscrits           | Inscrits       | 4 945        | 100,00       |
| Abstention     | Abstention         | Abstention     | 1 249        | 25,26        |
| Votants        | Votants            | Votants        | 3 696        | 74,74        |
| Blancs et nuls | Blancs et nuls     | Blancs et nuls | 264          | 7,14         |
| Exprimés       | Exprimés           | Exprimés       | 3 432        | 92,86        |

*sortant

### Canton de Saint-Paul-Cap-de-Joux
| Candidats      | Candidats               | Étiquette      | Premier tour | Premier tour | Second tour | Second tour |
| Candidats      | Candidats               | Étiquette      | Voix         | %            | Voix        | %           |
| -------------- | ----------------------- | -------------- | ------------ | ------------ | ----------- | ----------- |
|                | Laurent Vandendriessche | PS             | 849          | 37,20        | 1 191       | 50,34       |
|                | Martine Delmas          | DVD            | 837          | 36,68        | 1 175       | 49,66       |
|                | Christian Taussac       | FN             | 171          | 7,49         |             |             |
|                | Claudine Frassin        | PCF            | 164          | 7,19         |             |             |
|                | Daniel Rifa             | POC            | 149          | 6,53         |             |             |
|                | Marc Caretta            | DVG            | 112          | 4,91         |             |             |
|                |                         |                |              |              |             |             |
| Inscrits       | Inscrits                | Inscrits       | 3 124        | 100,00       | 3 124       | 100,00      |
| Abstention     | Abstention              | Abstention     | 736          | 23,56        | 632         | 20,23       |
| Votants        | Votants                 | Votants        | 2 388        | 76,44        | 2 492       | 79,77       |
| Blancs et nuls | Blancs et nuls          | Blancs et nuls | 106          | 4,44         | 126         | 5,06        |
| Exprimés       | Exprimés                | Exprimés       | 2 282        | 95,56        | 2 366       | 94,94       |

### Canton de Salvagnac
| Candidats      | Candidats       | Étiquette      | Premier tour | Premier tour |
| Candidats      | Candidats       | Étiquette      | Voix         | %            |
| -------------- | --------------- | -------------- | ------------ | ------------ |
|                | Georges Paulin* | DVG            | 825          | 53,19        |
|                | Bernard Boulze  | UMP            | 363          | 23,40        |
|                | Romain Audard   | DVG            | 188          | 12,12        |
|                | Joël Castex     | PCF            | 105          | 6,77         |
|                | Aime Villaret   | FN             | 70           | 4,51         |
|                |                 |                |              |              |
| Inscrits       | Inscrits        | Inscrits       | 2 102        | 100,00       |
| Abstention     | Abstention      | Abstention     | 479          | 22,79        |
| Votants        | Votants         | Votants        | 1 623        | 77,21        |
| Blancs et nuls | Blancs et nuls  | Blancs et nuls | 72           | 4,44         |
| Exprimés       | Exprimés        | Exprimés       | 1 551        | 95,56        |

*sortant

### Canton de Valderiès
| Candidats      | Candidats             | Étiquette      | Premier tour | Premier tour |
| Candidats      | Candidats             | Étiquette      | Voix         | %            |
| -------------- | --------------------- | -------------- | ------------ | ------------ |
|                | André Cabot*          | PS             | 1 238        | 64,35        |
|                | Marie-Hélène Taurines | UMP            | 463          | 24,06        |
|                | Nicole Gisclard       | FN             | 126          | 6,55         |
|                | Josiane Jamme         | PCF            | 97           | 5,04         |
|                |                       |                |              |              |
| Inscrits       | Inscrits              | Inscrits       | 2 569        | 100,00       |
| Abstention     | Abstention            | Abstention     | 523          | 20,36        |
| Votants        | Votants               | Votants        | 2 046        | 79,64        |
| Blancs et nuls | Blancs et nuls        | Blancs et nuls | 122          | 5,96         |
| Exprimés       | Exprimés              | Exprimés       | 1 924        | 94,04        |

*sortant